# Laguna Sur (métro de Santiago)
Laguna Sur est une station de la Ligne 5 du métro de Santiago, dans la commune de Pudahuel.

## La station
La station est ouverte depuis 2011.

## Origine étymologique
Son nom vient de l'avenue Teniente Luis Cruz Martinez avec l'Avenue Laguna Sur est situé juste au-dessus de la station.